# 6470 Aldrin
6470 Aldrin (1982 RO1) là một tiểu hành tinh vành đai chính được phát hiện ngày 14 tháng 9 năm 1982 bởi Mrkos, A. ở Klet.